# Ola Bauer
Ola Bauer (født 24. juli 1943, død 12. juni 1999) var en norsk journalist og forfatter. Han var søn af journalisten og forfatteren Lill Herlofson Bauer.
Ola Bauer debuterede i 1976 under pseudonymet Jo Vendt. Han rejste i længere perioder til Afrika, Paris og Nordirland.